# 甘茂镇区
甘茂镇区為緬甸德林達依省丹老縣下辖的一个鎮區。2014年人口171,753人，區域面積3,137.3平方公里。甘茂為該镇区之首府。
甘茂镇区大部分由丹老群岛所組成，坐落在丹老市的西方、西北方以及西南方。甘茂镇区主要的市鎮都位於甘茂島東北沿岸，且正位在丹老市的西南方。

## 歷史
1990年，丹老镇区的部分市鎮分離出並且設立甘茂镇区，丹老镇区的拼写由Mergui更改为Myeik。

## 外部連結
- Map of Kyunsu Township